# Hilton Prague

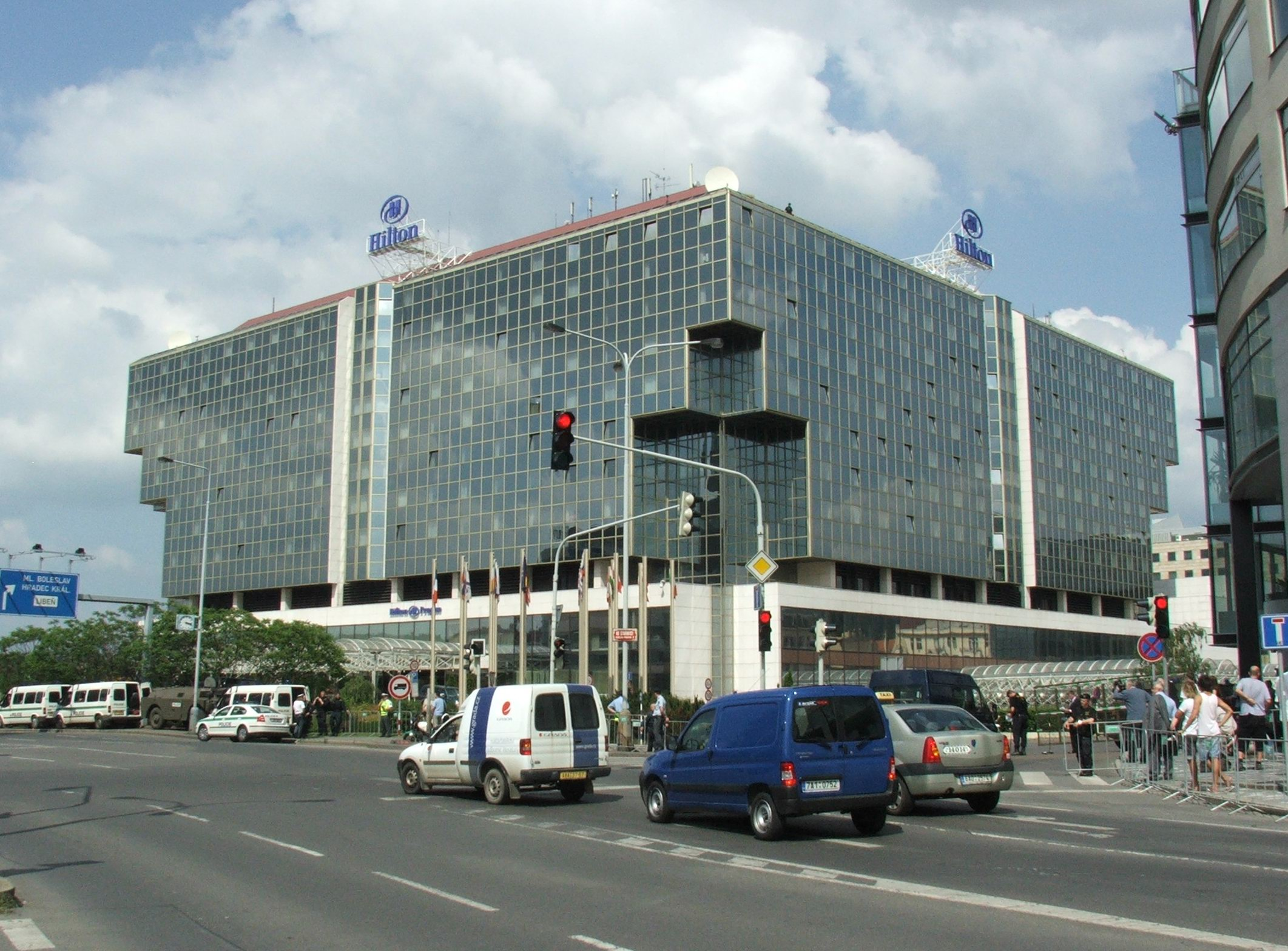
Hilton Prague Hotel

Hilton Prague — пятизвёздочный отель цепочки Hilton, расположенный в Праге возле Нового города, на берегу pеки Влтавы. Он был построен в 1991 году и является самым большим отелем Чехии. В отеле 788 номеров и он является одним из самых крупных отелей Восточной Европы. Внутри отеля — огромный атриум. Сам отель представляет собой большое 12-этажное здание из стекла и бетона.
В 2006—2007 годах Hilton Prague Hotel два года подряд получал награду от чешского издания Travel Trade Gazette в номинации «Лучший отель в Чехии».